# Раменскоје
Раменскоје (рус. Раменское) град је у Русији у Московској области. Удаљен је 46 километара од Москве. Основан је у XVIII веку. Статус града добио је 1926. године.
Порекло имена града према старословенској речи раменье значи „руб шуме“.

## Становништво
Према прелиминарним подацима са пописа, у граду је 2010. живело 96.355 становника, 14.281 (17,40%) више него 2002.
| 1939.  | 1959.  | 1970.  | 1979.  | 1989.  | 2002.  | 2010.  |
| ------ | ------ | ------ | ------ | ------ | ------ | ------ |
| 28.405 | 46.465 | 61.010 | 76.906 | 87.666 | 82.074 | 96.317 |